# Colwall
Colwall é uma vila em  Herefordshire, Inglaterra, na fronteira com Worcestershire, junto ao lado de Malvern Hills. Áreas da vila são conhecidas como Colwall Stone, Upper Colwall e Colwall Green por cerca de 1600 metros ao longo da estrada B4218. Uma característica de Colwall é a vista de Iron Age British Camp (Herefordshire Beacon), que forma parte de Malvern Hills. Apesar de não ser administradas nem por Malvern nem pelo distrito de Malvern Hills, Colwall é frequentemente incluída na região referida como The Malverns para os montes, e cidades e vilas que os rodeiam.

## Desporto
Com o seu grande foco no críquete, Colwall é uma vila desportiva e contem o maior campo de críquete de Herefordshire. Em 1926, a Associação de Críquete Feminina foi fundada em Colwall, e uma Semana do Críquete Feminino foi criada todos os anos. Os irmãos Horton, Joseph e Henry, vieram de Colwall e ambos jogaram na primeira classe de críquete por Worcestershire. Henry foi muito famoso com Hampshire.

## Água de Malvern
A água de Malvern formou uma parte da herança nacional e cultural desde que a Rainha Elizabeth I fez questão de a beber em público no século 16, e a Rainha Victoria recusava-se a viajar sem ela. Foi mencionada em 1622 no Breviary of the Eyes de Bannister.
Foi a primeira água engarrafada em escala comercial em 1851 e vendeu como Malvern Soda e depois como Malvern Seltzer Water desde 1856. Em 1890, Schweppes entrou num contracto com uma família de Colwall, e construiu uma fábrica de engarrafamento em 1892. A actual origem da investida foi o lado este dos montes em Herefordshire. A fábrica pertence agora à Coca-Cola & Schweppes Beverages e emprega 25 pessoas que engarrafa, 12 milhões de litros anualmente.
..."A água de Malvern, diz o Dr. John Wall, é famoso por não conter praticamente nada"...! Em 1987, Malvern ganhou reconhecimento como Água Mineral Natural, uma marca de pureza e qualidade. A água de Malvern é a única água engarrafada usada por sua majestade, Rainha Elizabeth II, que leva nas viagens pelo mundo.
A 21 de Outubro de 2010, a Coca-Cola anunciou que a água de Malvern ia terminar a produção e que a fábrica iria ser vendida a empresas de imobiliário. Coca-Cola disse que iam tentar encontrar trabalho para as 17 pessoas que trabalhavam na fábrica mas não conseguiram. A fábrica acabou por fechar depois de 150 anos, depois da água de Malvern sair do mercado, com uma cota de mercado de apenas 1%. Coca-Cola justificou-se dizendo que não produziam água suficiente.

## Conforto

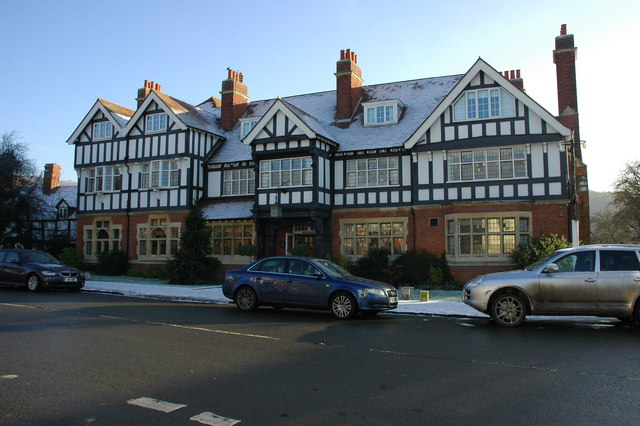
Colwall Park Hotel

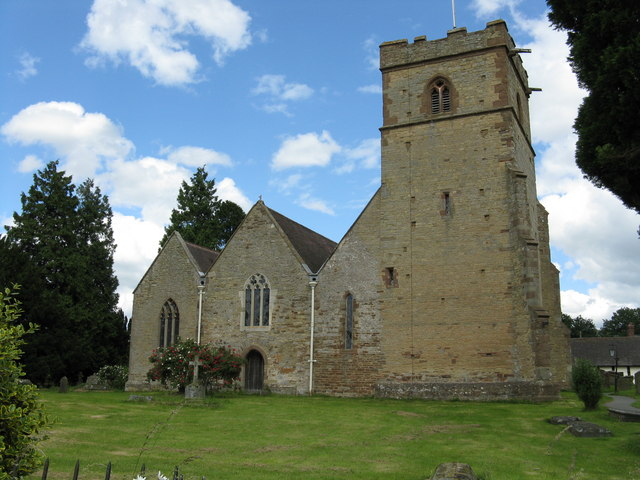
St. James, a grande igreja

A vila é servida por uma única estação de comboios com apenas uma linha entre Great Malvern e a estação de Ledbury em Ledbury, que passa entre os túneis de Colwall, os primeiros a serem criados sob os Malvern Hills entre 1856 e 1860. Perto da estação está o Georgian, uma casa de campo parecida com o Hotel de Colwall Park, construído de propósito em 1905 para servir a agora defunta pista de cavalos de Colwall. Colwall tem uma escola primária, e duas escolas preparatórias independentes na vila, The Downs e The Elms, fundadas em 1614.
Colwall expandiu-se nos últimos 10 anos com o desenvolvimento do Pedler's Field e de outras partes da vila, e tem uma mercearia, uma loja de frutas e vegetais, um talho, uma farmácia, um agente imobiliário, uma pastelaria, vários bares, igrejas e um posto dos correios.

## Cultura popular
Diz a lenda que a Colwall Stone (Pedra de Colwall) foi enviada para baixo a rebolar por um gigante cuja marca do pé pode ser vista ainda hoje na inclinação do British Camp. A pedra foi mudada a um determinado ponto. Foi preciso um cavalo e um carro para levar a antiga.